# 自宮
自宮亦稱自閹，指自行將生殖器官割除。
在古代中國盛行宦官制度時，有些人因為想通過當宦官得到權勢而自行閹割。而現在仍有跨性別者因各種原因無法進行性別過渡而選擇自宮。